# FK Panevėžys
El Futbolo Klubas Panevėžys, también conocido como Panevėžys, es un club de fútbol con sede en Panevėžys, Lituania.
El equipo disputa sus partidos como local en el Estadio Aukštaitija y juega en la A lyga, la primera división del fútbol lituano. 
El 24 de octubre de 2020 se aseguro por primera  una plaza en la UEFA Europa Conference League 2021-22 tras ganar al FK Sūduva 2-1 en la prórroga en la Copa de Lituania 2020. Fue la primera en la historia que el FK Panėvėžys jugó en Europa.
El 21 de octubre de 2023 ganó su primera liga tras empatar a cero contra el Hegelmann.

## Estadio

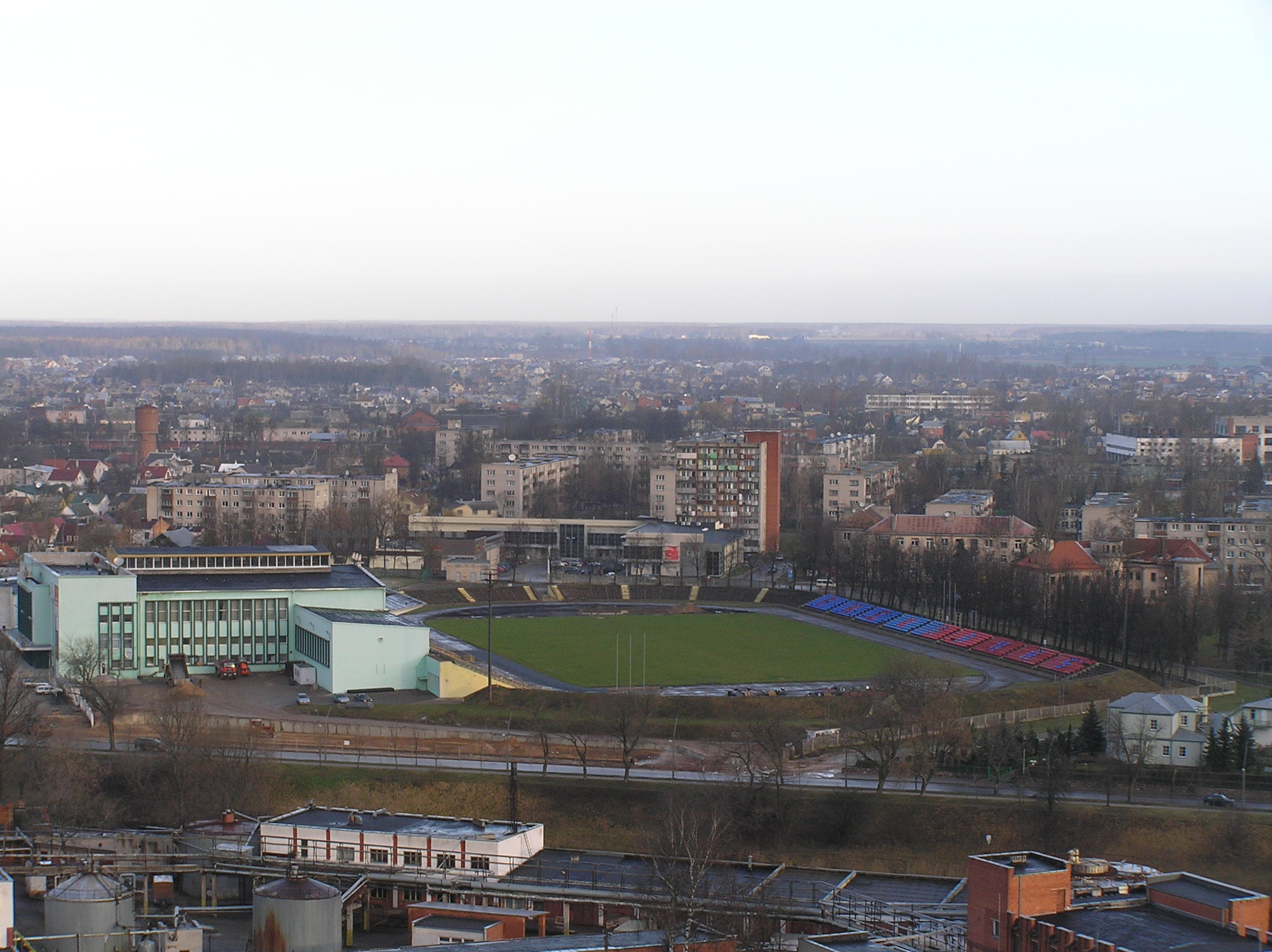
Estadio Aukštaitija.

El equipo disputa sus partidos como local en el estadio Aukštaitija, con capacidad para 4000 espectadores.

## Palmarés
- 1 Lyga (1): 2018

| Competición               | Títulos    | Subcampeonatos |
| ------------------------- | ---------- | -------------- |
| A Lyga (1)                | 2023       |                |
| Copa de Lituania (1)      | 2020       |                |
| Supercopa de Lituania (2) | 2021, 2024 |                |

## Participación en competiciones de la UEFA
| Competicion UEFA | Competicion UEFA       | Competicion UEFA | Competicion UEFA      | Competicion UEFA | Competicion UEFA | Competicion UEFA |
| Temporada        | Torneo                 | Ronda            | Club                  | Ida              | Vuelta           | Global           |
| ---------------- | ---------------------- | ---------------- | --------------------- | ---------------- | ---------------- | ---------------- |
| 2021–22          | UEFA Conference League | Segunda ronda    | Vojvodina             | 0–1              | 0–1              | 0−2              |
| 2022–23          | UEFA Conference League | Primera ronda    | Milsami Orhei         | 0–0              | 0–2              | 0–2              |
| 2023–24          | UEFA Conference League | Primera ronda    | Milsami Orhei         | 2–2              | 1–0              | 3–2              |
| 2023–24          | UEFA Conference League | Segunda ronda    | Hapoel Be'er Sheva    | 1–1              | 0–1              | 1–2              |
| 2024–25          | UEFA Champions League  | Primera ronda    | HJK                   | 3–0              | 1–1              | 4–1              |
| 2024–25          | UEFA Champions League  | Segunda ronda    | Jagiellonia Białystok | 0–4              | 1–3              | 1–7              |
| 2024–25          | UEFA Europa League     | Tercera ronda    | Maccabi Tel Aviv      | 1–2              | 0–3              | 1–5              |
| 2024–25          | UEFA Conference League | Playoff          | The New Saints        | 0–3              | 0–0              | 0–3              |